# Перемишльська єпархія
Перемиська єпархія — православна, вперше згадана на початку ХІІІ століття, як адміністративна одиниця Київської митрополії Константинопольського патріархату. У 1691 році переведена в унію і перепідпорядкована Руській унійній церкві (сучасна Українська греко-католицька церква).

## Історія
Як вважали Ю. Пелеш і О. Петрушевич, початки християнства в Галичині треба шукати в місійній праці Кирила і Мефодія з Велеграду.

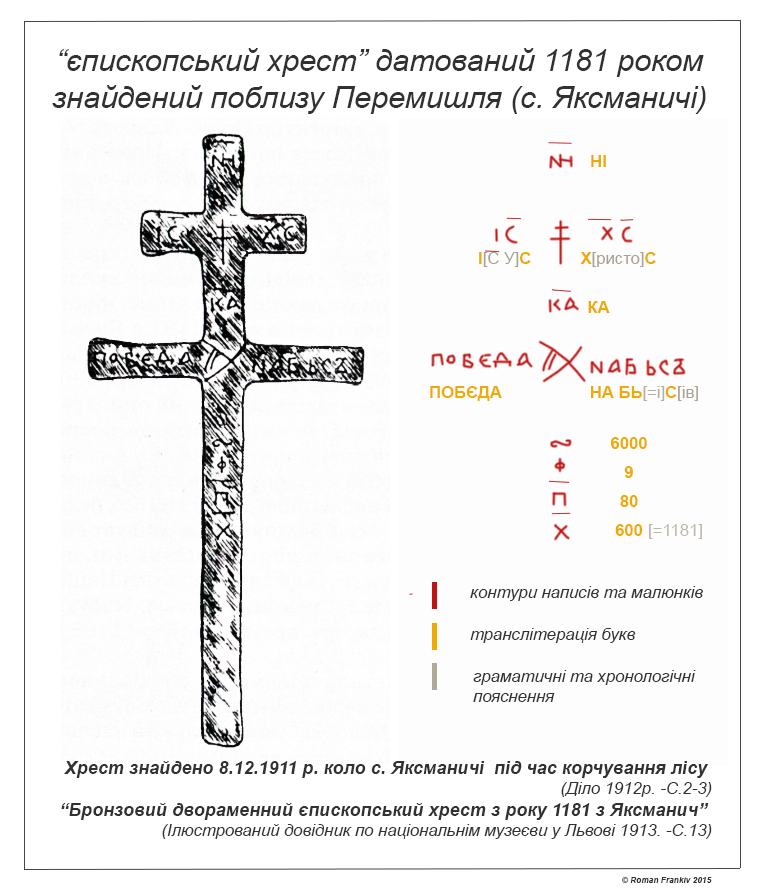
Єпископський хрест 1181 року, знайдений в околицях Перемишля

Одна із перших єпископських кафедр у Галичині заснована в Перемишлі. Існує цілий ряд гіпотез, відповідно до яких називаються різні дати її виникнення: 1026, чи у 1087, або між 1117 і 1128 роком. Ймовірною датою вважається 1120 рік, коли в Перемишлі князював Володар Ростиславич. Існує також версія переносу Перемиської кафедри до Галича, після утвердження останнього як столиці князівства. Згідно з цією версією самостійна Перемиська єпархія відроджена між 1205 і 1211 роками. 
Документально відомий перший Перемиський єписко — Антоній (Добриня) Яндрейкович, призначення якого пов'язують із правлінням у Галичі Мстислава Удатного. Це дає підстави для обґрунтування більш пізньої дати заснування єпископства — приблизно у 1219–1220 рр.
Спочатку єпархія перебувала у складі Київської митрополії, однак, з 1302 по 1332, з 1337 по 1347 та з 1371 по 1401 роки була в складі окремої Галицької митрополії.
Згідно деяких відомостей 1254 році кафедра перенесена до Самбора однак вперше перемишльский єпископ титулується і як самбірський у 1422 році. Час від часу єпископи знову поверталися до Перемишля, а Самбірська єпархія існувала окремо. Зокрема відомо, що у 1412 році польський король Владислав Ягайло наказав відібрати Перемиський кафедральний собор у православних і передати його католикам, через що православний єпископ Перемиський був вимушений перенести кафедру з собору в приміське село Вовче.
Остаточно кафедра повернулася з Самбора до Перемишля до 1451 року (за іншими даними, до 1552 року). У 1662–1680 роках кафедра знаходилася в Сяніку через конфлікт з перемиським унійним єпископом, потім єпископи знову повернулися в Перемишль.
1422 року об'єднано Перемиську та Самбірську єпархії з центром у Перемишлі, 1422 року єпископи Перемиські стали титулуватися як «Перемиські і Самбірські», з 1668 — як «Перемиські, Самбірські і Сяніцькі». Міська церква Сянока стала кафедральним храмом за єпископа Антонія Винницького, який заснував тут під час свого перебування у 1668–75 роках нову єпархію.
23 червня 1691 року єпископ Перемиський Інокентій Винницький, який був прихильником Унійної Церкви, публічно оголосив у Варшаві себе і всю свою паству приналежними до унії. Фактично унію по всій єпархії введено 28 квітня 1693 року.
До православного спадкоємства (попри походження з Російської православної церкви і жодної ланки спадкоємності) покликаються наступні єпархії: Дрогобицько-Самбірська (УПЦ КП) та Перемисько-Горлицька (ПАПЦ).

## Назви
- Перемиська і Червенська (з 1220)
- Перемиська і Самбірська (з 1241, знову з 1347)
- Перемиська, Самбірська і Сяноцька (з червня 1662)
- Перемиська і Самбірська (з листопада 1680—1691/1692)

## Архієреї
Єпископи Перемиські
- Антоній Андрейкович (1220—1225)
- Іларіон (? — 1254)
- Авраамій (1254 — згадується 1271)
- Єремія (згадується 1282)
- Сергій (1283—1287)
- Мемнон (1287—1292)
- Іларіон (1292—1302)
- Євфимій (1302 — ?)
- Георгій (згадується 1315)
- Іоаким (? — 1328)
- Марк (травень 1328 — знадується 1341)
- Кирил Волошин (згадується 1353)
- Іларіон (1366—1370)
- Василій (1371 — згадується 1375)
- Іларіон (1387—1392)
- Афанасій (1397 — згадується 1407)
- Павло Червенський (1410—1414)
- Геласій (1414—1421)
- Ілля Ісаія (1421 — згадується 12 жовтня 1422)

Єпископи Перемиські і Самбірські
- Атанасій Дрогойовський-Корчак (1440—1443)
- Антоній (1449 — ?)
- Іоанникій (1451 — ?)
- Іоанн Бирецький (згадується 1462—1467)
- Іоанникій Іванка (1469—1476)
- Іоанникій (згадується 1491—1497)
- Антоній Оникі (1499—1520)
- Іоаким (1522—1528)
- Лаврентій Терлецький (1528 — згадується 1535)
- Арсеній (1539—1549)
- Антоній Радиловський (1549—1581)
- Іоан Радиловський (1578—1580)
- Стефан Брилинський (1581 — лютий 1591)
  - Гедеон Балабан (1591), єпископ Львівський, тимчасовий керівник Перемиської епархії
- Михайло Копистенський (серпень 1591 — січень 1610)
- Ісаія Копинський-Борисович (6 жовтня 1620 — 15 серпня 1628)
  - Іоан Попель (1633—1634), тимчасовий керівник Перемиської єпархії
- Сильвестр Гулевич-Воютинський (1636—1645/1650)

Єпископи Перемиські, Самбірські і Сяніцькі
- Антоній Винницький (1659—1679), до 27 червня 1662 — тимчасовий керівник єпархії, архімандрит, наречений єпископом Перемиським
- Юрій Гошовський (1667—1675)
- Інокентій Винницький (1677—1691), до 21 листопада 1680 — тимчасовий керівник єпархії, ієромонах, наречений єпископом Перемиським